# Inika McPherson
Inika McPherson (ur. 29 września 1986) – amerykańska lekkoatletka specjalizująca się w skoku wzwyż.
W 2015 została ukarana dyskwalifikacją na okres 21 miesięcy za stosowanie niedozwolonego dopingu. Wystąpiła na Letnich Igrzyskach Olimpijskich w Rio de Janeiro. 20 sierpnia 2016 roku w finale konkursu skoku wzwyż zajęła 10. miejsce osiągając wynik 1,93 m.
W 2023 roku została zawieszona na 16 miesięcy za stosowanie furosemidu; kara obowiązywała od lipca 2022.
Złota medalistka mistrzostw Stanów Zjednoczonych.
Rekordy życiowe: stadion – 1,96 (26 kwietnia 2014, Des Moines oraz 14 lipca 2017, Madryt); hala – 1,94 (14 lutego 2014, Houston).

## Osiągnięcia
| Rok  | Impreza                     | Miejsce        | Lokata            | Wynik (m) |
| ---- | --------------------------- | -------------- | ----------------- | --------- |
| 2004 | Mistrzostwa świata juniorów | Grosseto       | 11. miejsce       | 1,75      |
| 2007 | Igrzyska panamerykańskie    | Rio de Janeiro | 11. miejsce       | 1,78      |
| 2011 | Mistrzostwa świata          | Daegu          | el. – 26. miejsce | 1,80      |
| 2012 | Halowe mistrzostwa świata   | Stambuł        | el. –             | NM        |
| 2013 | Mistrzostwa świata          | Moskwa         | el. – 18. miejsce | 1,88      |
| 2014 | Halowe mistrzostwa świata   | Sopot          | el. – 12. miejsce | 1,92      |
| 2016 | Igrzyska olimpijskie        | Rio de Janeiro | 10. miejsce       | 1,93      |
| 2017 | Mistrzostwa świata          | Londyn         | 9. miejsce        | 1,92      |
| 2018 | Halowe mistrzostwa świata   | Birmingham     | 7. miejsce        | 1,84      |
| 2018 | Puchar interkontynentalny   | Ostrawa        | 6. miejsce        | 1,87      |
| 2019 | Mecz Europa – USA           | Mińsk          | 4. miejsce        | 1,90      |
| 2019 | Mistrzostwa świata          | Doha           | el. – 18. miejsce | 1,85      |